# Paus Marinus II
Paus Marinus II (Rome, geboortedatum onbekend - aldaar, mei 946) was paus van oktober 942 tot aan zijn overlijden in 946. Hij werd paus onder invloed van Alberic III, prins van Rome. Voor zijn pausverkiezing was hij kardinaal. De San Ciriaco alle Terme Diocleziane was zijn titelkerk. Marinus II werd soms ook verkeerdelijk Martinus III genoemd. Hij steunde de hervorming van het kloosterwezen. Deze paus was ook bedrijvig bij de wederopbouw van kerken en het bijstaan van armen.
Cursief: tegenpaus